# Linking-Pin-Modell
Das Linking-Pin-Modell bzw. Prinzip überlappender Gruppen wurde am Anfang der 1960er Jahre von Rensis Likert (empirischer Sozialforscher) entworfen.
Dem Linking-Pin-Modell wird die Überlegung zugrunde gelegt, dass in Organisationen in Arbeitsgruppen gearbeitet wird. Ein Vorgesetzter einer Arbeitsgruppe ist jeweils auch ein Mitarbeiter einer anderen Arbeitsgruppe. Es entstehen überlappende Teams, die die Organisation mit einem Netz an Gruppen überziehen. Dieses Modell erlaubt eine organisatorische Aufwärts-Integration. Als Kritikpunkt kann erwähnt werden, dass dieses Modell oft nur den Top-Down-Ansatz verfolgt und eine Kommunikation Bottom-Up entweder nur schwer, durch lange Verzögerungen geprägt oder gar nicht möglich ist.
Innerhalb der Partizipativen Theorie Likerts beschreibt die Überlappende Gruppe die ideale Entwicklungsstufe. Es werden je zwei autoritäre Systeme (ausbeutend und wohlwollend) und partizipative Systeme (beratendes System und Gruppensystem) unterschieden. Zwischen diesen vier Systemen findet ein kontinuierlicher Übergang vom klassischen Ansatz des ausbeutend-autoritären Systems zum ideal partizipativen System der überlappenden Gruppe statt. Hierin sollen die Schwachstellen der autoritären Systeme überwunden werden und Motivation der Mitarbeiter durch Mitbestimmung entstehen.
Das Gruppensystem zeichnet sich durch unterstützende Beziehungen und regelmäßige Besprechungen aus (z. B. in Qualitätszirkeln). Es liegt eher eine flache Hierarchie vor und die Figur des Gruppenleiters wird als zentral angesehen. Die Kontrollspanne ist entsprechend weit, da Mitarbeiter eigene Entscheidungen fällen sollen und auch auf unteren Ebenen selbständig arbeiten (Dezentralisierung, Spezialisierung der Arbeitsteilung).